# 490 (số)
490 (bốn trăm chín mươi) là một số tự nhiên ngay sau 489 và ngay trước 491.